# バカウ県
| 県章 バカウ県の位置 |                                        |
| 地域                | 北東地域                               |
| 歴史的な地域        | モルダヴィア、一部はトランシルヴァニア |
| 県都                | バカウ                                 |
| 面積                | 6,621km²                               |
| 人口                | 601,387人（2021年）                    |
| 人口密度            | 91人/km²                               |
| ISO 3166-2          | RO-BC                                  |

バカウ県（バカウけん、Judeţul Bacău）は、ルーマニア・モルダヴィア地方の県。県都はバカウ。
人口は601,387人（2021年国勢調査）。民族構成はルーマニア人が502,150人、ロマ人が14,578人、マジャル人が4,561人など。

## 地理
東はヴァスルイ県、西はハルギタ県とコヴァスナ県、北はネアムツ県、南はヴランチャ県に接する。
県西部は東カルパティア山脈が連なる。山脈に刻まれたオイトゥズ川とトロトゥシュ川による谷は、モルダヴィアとトランシルヴァニアを結ぶ重要な道となっている。東に向かうにつれ標高が下がり、北から南に流れるシレト川でもっとも低くなる。東部はモルダヴィア平原で、多くの小さな川が流れている。

## 経済
バカウ県は共産主義政権時代にもっとも工業化が進んだ地域で、モルダヴィア地域の産業の中心である。オネシュティとダルマネシュティには大規模な石油精製所がある。
石油と塩の産地として重要である。石炭も産出する。

## 行政区画
県は3つの都市、5つの町、85の基礎自治体からなる。

### 主な自治体
- バカウ（約18万人）
- オネシュティ（約5万人）
- モイネシュティ

- コマネシュティ（約2.6万人）

## 出身有名人
- トリスタン・ツァラ - 詩人
- ナディア・コマネチ - 体操選手
- ロレダナ・グローザ - 歌手

## 註
1. 1 2  “Tabel-2.02.1-si-Tabel-2.02.2.xlsx”. ルーマニア国家統計局. 2024年8月28日閲覧。